# آسیاب‌آبی میانی
آسیاب آبی میانی مربوط به سده‌های متاخر دوران‌های تاریخی پس از اسلام است و در شهرستان کرمان، بخش چترود، دهستان کویرات، روستای سرآسیاب شش واقع شده و این اثر در تاریخ ۲۷ اسفند ۱۳۸۷ با شمارهٔ ثبت ۲۶۲۵۴ به‌عنوان یکی از آثار ملی ایران به ثبت رسیده است.